# پیرهراسی

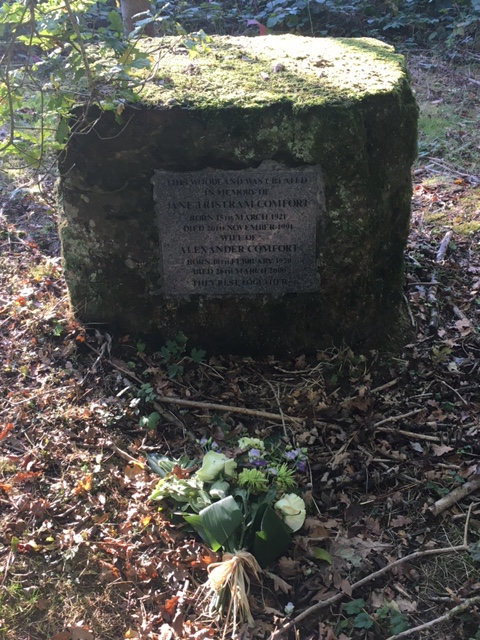
پیرهراسی

پیرهراسی (به انگلیسی: Gerontophobia) ترس از افزایش سن یا ترس یا نفرت از افراد مسن است. بسیاری از افراد این هراس را دارند. سن‌گرایی ارتباطی قوی با پیرهراسی دارد. این ترس یا نفرت بی‌دلیل از پیری، با این واقعیت که روزی همه افراد جوان پیر می‌شوند و به مرگ نزدیک می‌شوند، مرتبط است. این عدم تمایل به پذیرش مرگ به شکل احساس خصومت و رفتار تبعیض‌آمیز با افراد مسن بروز می‌کند.
ریشهٔ واژه Gerontophobia از ریشهٔ واژه‌های یونانی gerōn (مسن) و phobos (ترس) گرفته شده‌است.